# ژول مرویل
ژول مرویل (فرانسوی: Jules Merviel‎; ۲۹ سپتامبر ۱۹۰۶ – ۱ سپتامبر ۱۹۷۶) دوچرخه‌سوار اهل فرانسه بود.
وی در مسابقات کشوری و بین‌المللی در مجموع برندهٔ ۱ مدال نقره شده‌است.